# Jakträtt
Jakträtt innebär rätten att bedriva jakt på en jaktmark, och tillkommer som regel markägaren. 
Med jaktmark menas en jordbruksfastighet eller skogsfastighet. I Sverige är jakträtten kopplad till markägandet och ibland hanterad av ett viltvårdsområde. En markägare är därför även jakträttsinnehavare på sin fastighet. Om markägaren själv inte jagar eller är en juridisk person, till exempel ett skogsbolag kan jakträtten upplåtas mot betalning åt annan person eller en jaktklubb. Sådana jakträttsupplåtelser kallas ofta felaktigt för jaktarrende i folkmun. En jakträttsupplåtelse upprättas med ett kontrakt och ger jaktarrendatorn suverän tillgång till jakträtten i markägarens ställe. I kontraktet ingår ofta att jaktarrendatorn även skall bedriva en adekvat viltvård. En jakträttsupplåtelse av arrendetyp gäller oftast över en flerårsperiod. Av Sveriges omkring 260 000 jägare arrenderar omkring hälften sin jaktmark av skogsbolagen, staten (Sveaskog), stiften med flera. Den andra hälften jagar på mark de själva eller deras släktingar äger.
En markägare kan även upplåta jakträtt som en korttidsupplåtelse, till exempel per dag eller vecka. Sådana korttidsupplåtelser är framför allt vanliga för småviltjakt i Norrland. Ett exempel på korttidsjakt är ripjakten på statens mark ovan odlingsgränsen. Även i Syd- och Mellansverige förekommer korttidsjakt i mindre omfattning på statlig och kommunal mark. Sådana korttidsjakter är ofta den enda möjligheten för nyblivna, marklösa jägare att kunna bedriva sin hobby. En marklös jägare har dock möjlighet att jaga som jaktgäst hos en markägare eller jaktarrendator, men har då inte del i bytet.
Jakten var tidigare ett regale, jaktregale.